# 双墩文化
双墩文化（公元前5300年—前4000年）是中国新石器时代中期的考古学文化之一，得名自1985年发现的双墩遗址，亦称侯家寨一期文化，是目前淮河中游发现的年代最早的新石器时代文化遗存。双墩文化的主要特征有台地型遗址、红褐色陶器、陶器刻划符号等。